# 第1回U-23パンアメリカン野球選手権大会
第1回U-23パンアメリカン野球選手権大会（スペイン語: Campeonato Panamericano de Béisbol Sub-23 de 2017）は、WBSC南北アメリカが主催する、23歳以下のアメリカ州各国・地域代表選手で競われる野球の国際大会「U-23パンアメリカン野球選手権大会」の第1回大会である。12ヵ国・地域参加により、2017年11月24日から12月3日の期間、パナマで開催される予定。上位4チームは、翌年のWBSC U-23ワールドカップへの出場権を得る。

## 出場国・地域
| グループA      | グループB    |
| -------------- | ------------ |
| コスタリカ     | アルゼンチン |
| ホンジュラス   | ブラジル     |
| メキシコ       | コロンビア   |
| ペルー         | キューバ     |
| ドミニカ共和国 | プエルトリコ |
| パナマ         | ベネズエラ   |